# Виноградівка (Тарутинська селищна громада)
Виногра́дівка — село Тарутинської селищної громади в Болградському районі Одеської області в Україні. Населення становить 1629 осіб.

## Історія
12 червня 2020 року, відповідно до Розпорядження Кабінету Міністрів України від № 724-р «Про визначення адміністративних центрів та затвердження територій територіальних громад Одеської області», увійшло до складу Тарутинської селищної територіальної громади.
19 липня 2020 року, в результаті адміністративно-територіальної реформи і ліквідації Тарутинського району, село увійшло до складу новоутвореного Болградського району.

## Населення
Згідно з переписом УРСР 1989 року чисельність наявного населення села становила 1919 осіб, з яких 926 чоловіків та 993 жінки.
За переписом населення України 2001 року в селі мешкали 1623 особи.

### Мова
Розподіл населення за рідною мовою за даними перепису 2001 року:
| Мова       | Чисельність | Відсоток |
| ---------- | ----------- | -------- |
| болгарська | 1451        | 89,07%   |
| українська | 79          | 4,85%    |
| російська  | 41          | 2,52%    |
| румунська  | 31          | 1,90%    |
| гагаузька  | 25          | 1,55%    |
| циганська  | 1           | 0,06%    |
| інші       | 1           | 0,06%    |
| Усього     | 1629        | 100%     |